# Korčulanski kanal
Korčulanski kanal je morski kanal u Jadranskom moru.  Nalazi se između otoka Šćedra, Hvara, koji mu čine među sa sjeverne strane i otoka Korčule, po kojoj je dobio i ime, a koja ga omeđuje s južne strane. Na istoku nema prave prirodne međe, osim donekle dijelom poluotoka Pelješca.
Na istoku se ovaj kanal "grana" u dvije grane: na sjevernoj "grani", ovaj kanal nastavlja u Neretvanski kanal, dok se na južnoj strani "grana" u Pelješki kanal.
Za približnu među sjeverne grane možemo uzeti crtu rt Lovište na poluotoku Pelješcu - uvala Gornji Pelinovik na otoku Hvaru. Za južnu "neprirodnu" među se može uzeti crta rt Osičac na Pelješcu - Račišće na Korčuli.
Na jugozapadu se izlazi na otvoreno more, a na zapadu se uplovljava u Viški kanal. Za približnu među, jer prave prirodne međe nema, možemo uzeti crtu otočić Proizd - Milna.